# Кравчук Валерій Анатолійович
 Валерій Анатолійович Кравчук (нар. 8 червня 1955, Нагірне, СРСР) — радянський український важкоатлет, дворазовий чемпіон СРСР (1981, 1984), чемпіон Європи (1981), чемпіон світу (1981). Заслужений майстер спорту СРСР (1981). Нагороджений медаллю «За трудову доблесть».

## Життєпис
Валерій Кравчук народився 6 червня 1955 року в селі Нагірне Одеської області. Виріс в місті Жовті Води, де у віці 13 років розпочав займатися важкою атлетикою під керівництвом Михайла Муравйова. Після закінчення школи вступив до Криворізького гірничорудного інституту, який закінчив у 1977 році. Переїхав до Кривого Рогу і продовжив тренуватися у Григорія Кривоноса. Також в його тренуваннях брав участь Зіновій Архангородський.
З 1978 року член збірної СРСР з важкої атлетики. Найбільш значущих успіхів домагався в 1981 році. Після перемоги на чемпіонаті СРСР був включений до складу збірної країни на чемпіонаті світу і Європи в Ліллі і в запеклій боротьбі зі своїм товаришем по команді В'ячеславом Клоковим завоював золоті медалі цих змагань. У наступні декілька років залишався одним з провідних радянських важкоатлетів своєї вагової категорії, в 1984 році знову виграв чемпіонат СРСР, але більш не отримав можливості виступити на найбільших міжнародних турнірах.
Після завершення своєї спортивної кар'єри працював старшим науковим співробітником в КГРИ, захистив дисертацію на здобуття наукового ступеня кандидата технічних наук. Надалі переїхав до Києва, де очолив «Київський центр нових технологій».